# Imre Farkas
Imre Farkas (Budapest, 23 giugno 1935 – Budapest, 10 agosto 2020) è stato un canoista ungherese.

## Palmarès

### Olimpiadi
- 2 medaglie:
  - 2 bronzi (Melbourne 1956 nel C-2 10000 m; Roma 1960 nel C-2 1000 m)